# Autheuil (Orne)
Autheuil ist eine Ortschaft und eine ehemalige französische Gemeinde mit 111 Einwohnern (Stand: 1. Januar 2022) im Département Orne in der Region Normandie. Sie gehörte zum Arrondissement Mortagne-au-Perche und zum Kanton Tourouvre.
Mit Wirkung vom 1. Januar 2016 wurden die bisherigen Gemeinden Autheuil, Bivilliers, Bresolettes, Bubertré, Champs, Lignerolles, La Poterie-au-Perche, Prépotin, Randonnai und Tourouvre zu einer Commune nouvelle mit dem Namen Tourouvre au Perche zusammengeschlossen und haben in der neuen Gemeinde den Status einer Commune déléguée. Der Verwaltungssitz befindet sich im Ort Tourouvre.

## Lage
Autheuil liegt an der Commeauche im Hügelland Perche. Nachbarorte von Autheuil sind Tourouvre im Westen und im Norden, Malétable im Osten, Longny-au-Perche im Südosten und Feings im Süden.

## Bevölkerungsentwicklung
| Jahr                       | 1962 | 1968 | 1975 | 1982 | 1990 | 1999 | 2008 | 2015 |
| -------------------------- | ---- | ---- | ---- | ---- | ---- | ---- | ---- | ---- |
| Einwohner                  | 172  | 155  | 134  | 117  | 107  | 127  | 146  | 137  |
| Quellen: Cassini und INSEE |      |      |      |      |      |      |      |      |

## Sehenswürdigkeiten
- romanische Kirche Notre-Dame, seit 1875 als Monument historique ausgewiesen

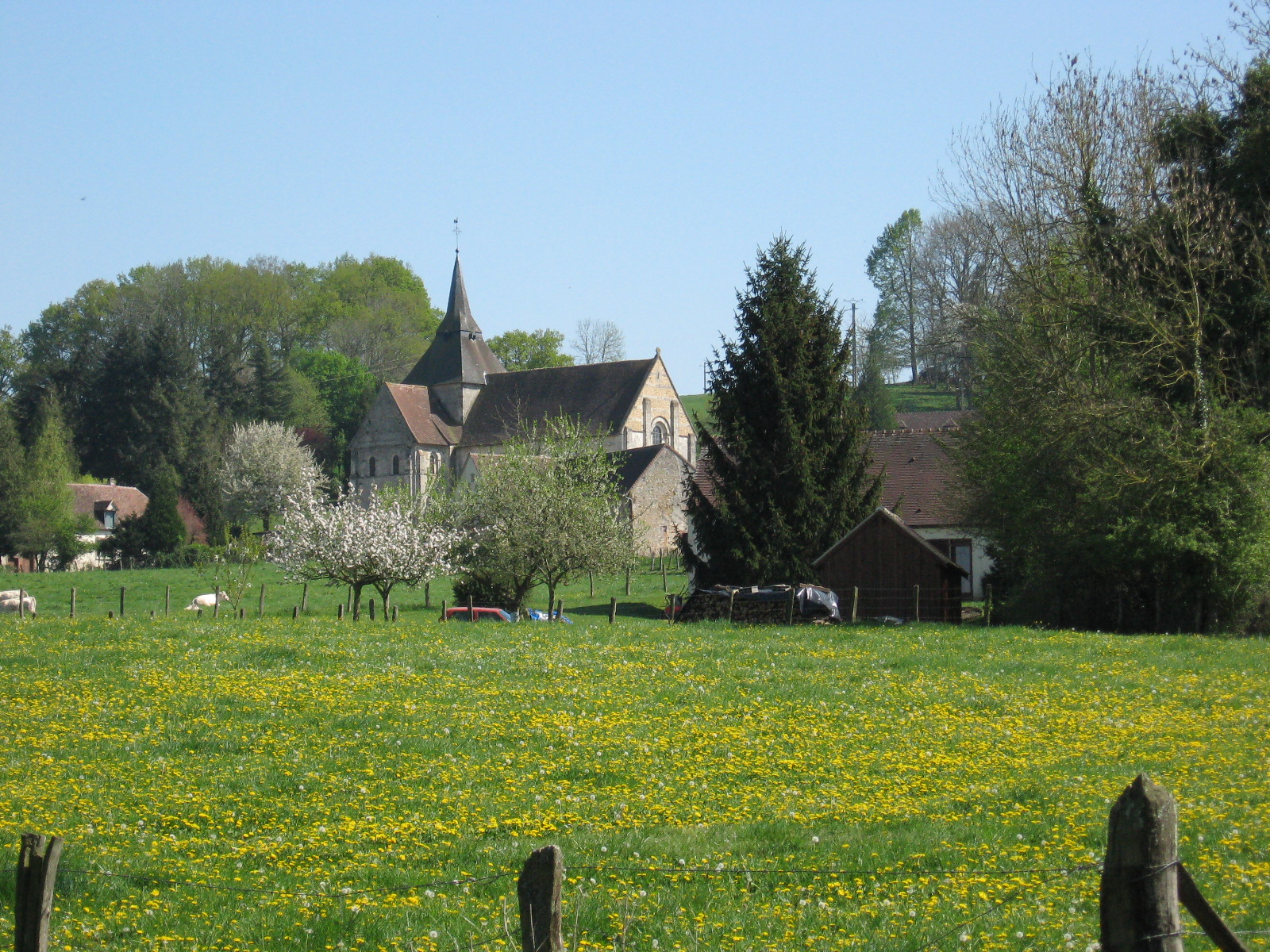
Kirche Notre-Dame